# آکادمی سلطنتی موسیقی
آکادمی سلطنتی موسیقی (به انگلیسی: Royal Academy of Music) در لندن، انگلستان، قدیمی‌ترین کنسرواتوار در بریتانیا است که در سال ۱۸۲۲ توسط جان فین و نیکلاس-چارلز بوچسا تأسیس شد. آکادمی سلطنتی موسیقی در سال ۱۸۳۰ با حمایت اولین دوک ولینگتون، منشور سلطنتی خود را از جرج چهارم دریافت کرد.
این مرکز آموزشی در سال ۱۸۲۲ میلادی بنیان نهاده شد و قدیمی‌ترین مرکز ارائه‌کنندهٔ مدرک دانشگاهی در زمینهٔ موسیقی در بریتانیا به حساب می‌آید.